# Arleux-en-Gohelle
Arleux-en-Gohelle est une commune française située dans le département du Pas-de-Calais en région Hauts-de-France. Ses habitants sont appelés les Arleusiens.
La commune fait partie de la communauté de communes Osartis Marquion qui regroupe 49 communes et compte 42 651 habitants en 2021.

## Géographie

### Localisation
Localisée dans le sud-est du département du Pas-de-Calais, Arleux-en-Gohelle est une commune située, à vol d'oiseau, à 9 km au sud-est de la commune de Lens et à 10 km au nord-est de la commune d’Arras (chef-lieu d'arrondissement).
Le territoire de la commune est limitrophe de ceux de sept communes.
Les communes limitrophes sont  Acheville, Bailleul-Sir-Berthoult, Fresnoy-en-Gohelle, Méricourt, Oppy, Vimy et Willerval.

### Géologie et relief
La superficie de la commune est de 6,27 km2 ; son altitude varie de 50  à   75 mètres.

### Hydrographie
La commune est située dans le bassin Artois-Picardie. Elle n'est drainée par aucun cours d'eau,.

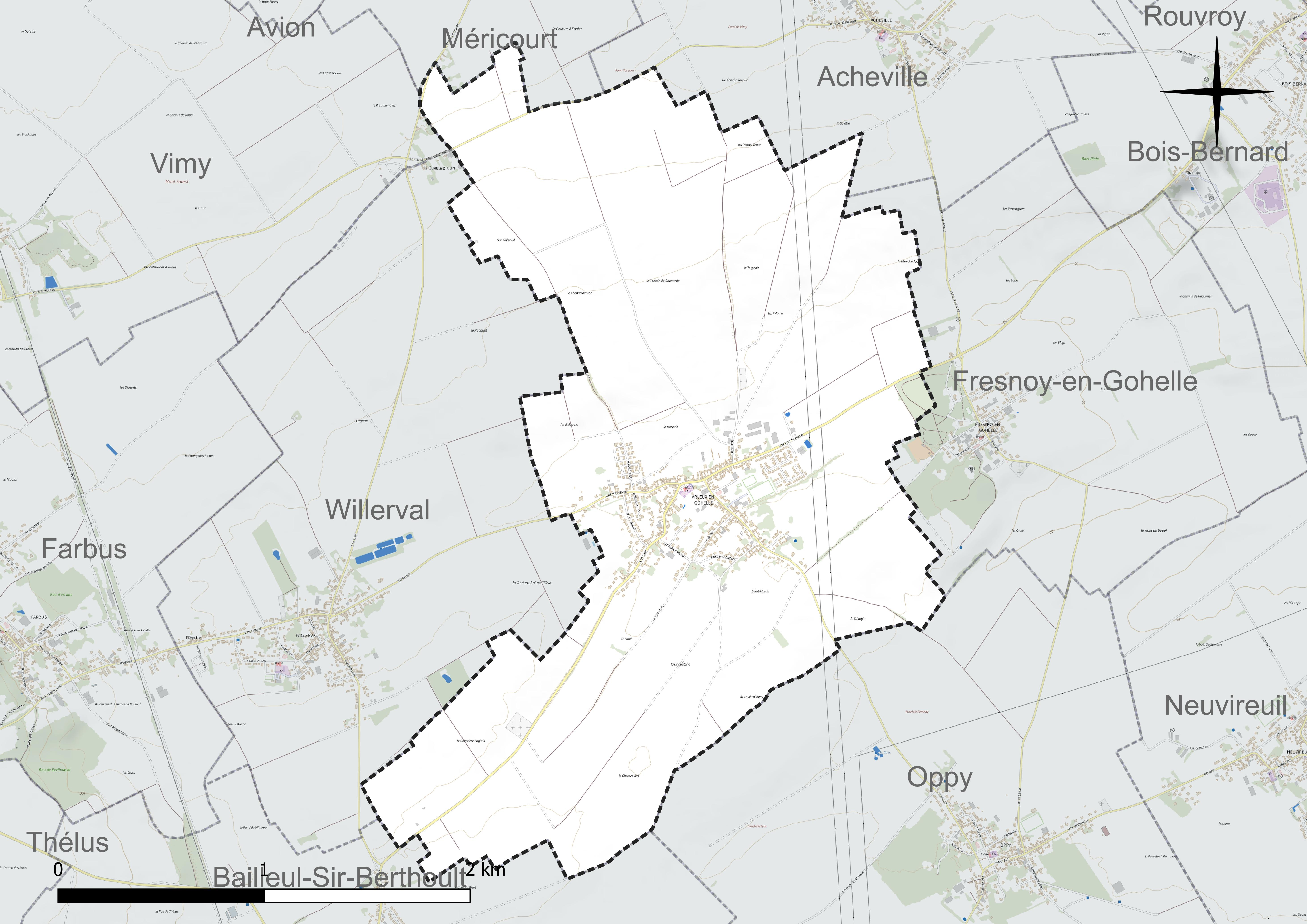
Réseau hydrographique d'Arleux-en-Gohelle.

### Climat
Pour des articles plus généraux, voir Climat des Hauts-de-France et Climat du Pas-de-Calais.
En 2010, le climat de la commune est de type climat océanique dégradé des plaines du Centre et du Nord, selon une étude du CNRS s'appuyant sur une série de données couvrant la période 1971-2000. En 2020, Météo-France publie une typologie des climats de la France métropolitaine dans laquelle la commune est exposée à un climat océanique et est dans la région climatique Nord-est du bassin Parisien, caractérisée par un ensoleillement médiocre, une pluviométrie moyenne régulièrement répartie au cours de l'année et un hiver froid (3 °C).
Pour la période 1971-2000, la température annuelle moyenne est de 10,4 °C, avec une amplitude thermique annuelle de 14,2 °C. Le cumul annuel moyen de précipitations est de 725 mm, avec 12,4 jours de précipitations en janvier et 9,1 jours en juillet. Pour la période 1991-2020, la température moyenne annuelle observée sur la station météorologique la plus proche, située sur la commune de Wancourt à 13 km à vol d'oiseau, est de 10,8 °C et le cumul annuel moyen de précipitations est de 711,4 mm,. Pour l'avenir, les paramètres climatiques de la commune estimés pour 2050 selon différents scénarios d'émission de gaz à effet de serre sont consultables sur un site dédié publié par Météo-France en novembre 2022.

## Urbanisme

### Typologie
Au 1er janvier 2024, Arleux-en-Gohelle est catégorisée bourg rural, selon la nouvelle grille communale de densité à sept niveaux définie par l'Insee en 2022.
Elle est située hors unité urbaine. Par ailleurs la commune fait partie de l'aire d'attraction de Lens - Liévin, dont elle est une commune de la couronne,. Cette aire, qui regroupe 50 communes, est catégorisée dans les aires de 200 000 à moins de 700 000 habitants,.

### Occupation des sols
L'occupation des sols de la commune, telle qu'elle ressort de la base de données européenne d'occupation biophysique des sols Corine Land Cover (CLC), est marquée par l'importance des territoires agricoles (90,6 % en 2018), une proportion sensiblement équivalente à celle de 1990 (91,2 %). La répartition détaillée en 2018 est la suivante : 
terres arables (89,9 %), zones urbanisées (9,4 %), zones agricoles hétérogènes (0,6 %). L'évolution de l'occupation des sols de la commune et de ses infrastructures peut être observée sur les différentes représentations cartographiques du territoire : la carte de Cassini (XVIIIe siècle), la carte d'état-major (1820-1866) et les cartes ou photos aériennes de l'IGN pour la période actuelle (1950 à aujourd'hui).

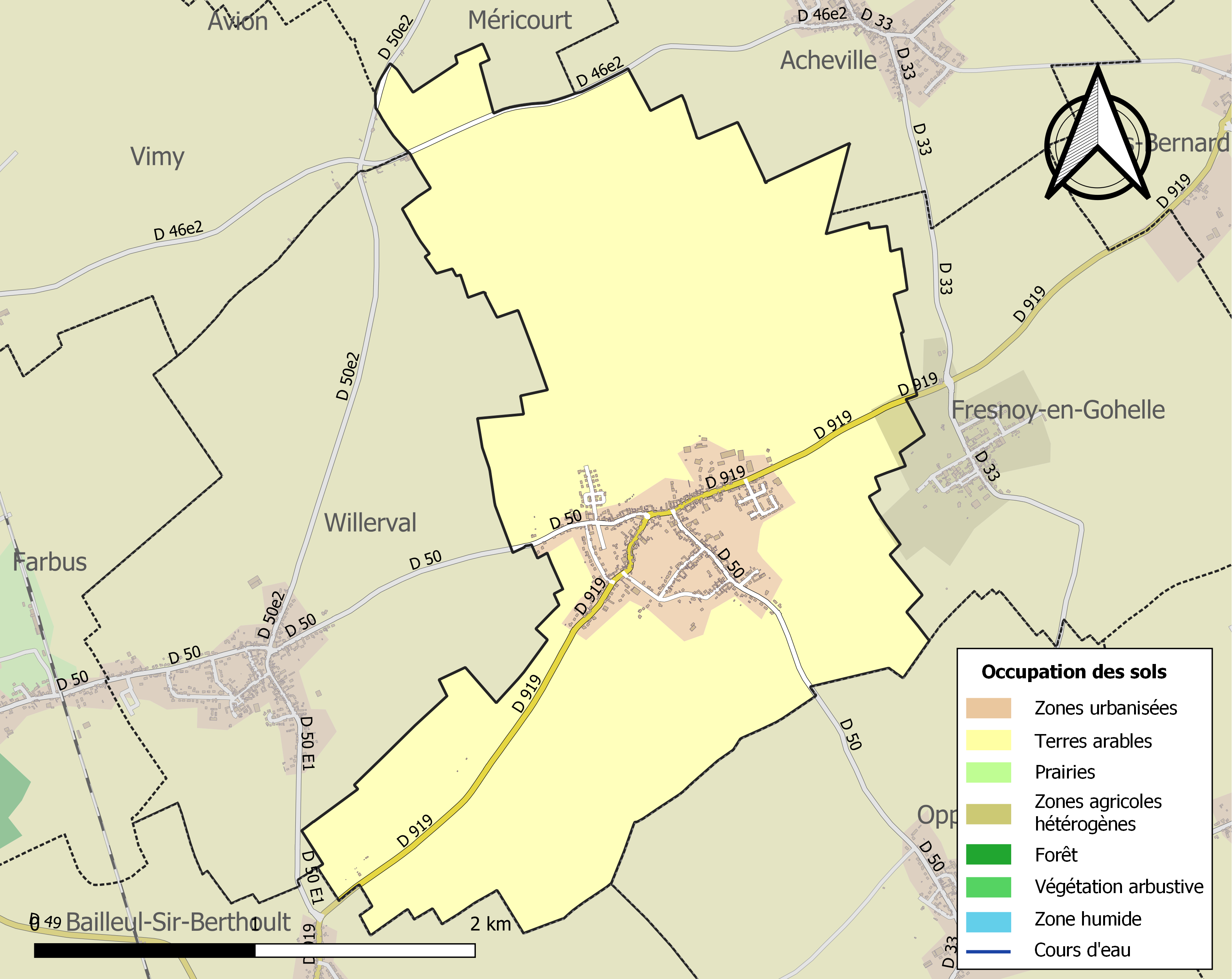
Carte des infrastructures et de l'occupation des sols de la commune en 2018 (CLC).

### Risques naturels et technologiques
La commune est reconnue en état de catastrophe naturelle à la suite du mouvement de terrain du 5 juillet 2012.

## Toponymie
Le nom de la localité est attesté sous les formes Haluth, Haslius, Halut (1119) ; Athlus (1135) ; Halud (1142) ; Athleus (1145) ; Athlut (1154) ; Halus (1155) ; Aslues (1156) ; Alloz (XIIe siècle) ; Asles (1202) ; Aslwes, lire : Asluues (1227) ; Allues (1254) ; Alleus (1263) ; Alloues (1271) ; Alues (1296) ; Allodium in Gohella (XIIIe siècle) ; Aloes (vers 1304) ; Alloes (1322) ; Alloeus (1332) ; Aleux (1346) ; Arlues (1380) ; Arloeux en le Gohelle (1390) ; Arleux (1442) ; Allu (1663).
La Gohelle est un petit pays traditionnel du département du Pas-de-Calais faisant partie de l'Artois, la ville de  Lens est considérée comme son point central.

## Histoire
Le 28 avril 1917, des troupes britanniques et canadiennes conquièrent Arleux pendant la bataille d'Arleux.
La commune est décorée de la croix de guerre 1914-1918 par décret du 23 septembre 1920, distinction également attribuée à 276 autres communes du Pas-de-Calais.

## Politique et administration

### Découpage territorial
La commune se trouve dans l'arrondissement d'Arras du département du Pas-de-Calais.

#### Commune et intercommunalités
La commune est membre de la communauté de communes Osartis Marquion.

#### Circonscriptions administratives
La commune est rattachée au canton de Brebières.

#### Circonscriptions électorales
Pour l'élection des députés, la commune fait partie de la deuxième circonscription du Pas-de-Calais.

### Élections municipales et communautaires

#### Liste des maires
| Période                                  | Période                       | Identité         | Étiquette | Qualité                                                              |
| ---------------------------------------- | ----------------------------- | ---------------- | --------- | -------------------------------------------------------------------- |
| Les données manquantes sont à compléter. |                               |                  |           |                                                                      |
| Avril 1953                               | Juin 1995                     | Raymond Cadiou   |           | Artisan électricien                                                  |
| mars 2001                                | 2007                          | Roger Corbisier  |           |                                                                      |
| 2007                                     | En cours (au 30 janvier 2022) | Norbert Grobelny |           | Cadre Réélu pour le mandat 2014-2020, Réélu pour le mandat 2020-2026 |

## Équipements et services publics

### Justice, sécurité, secours et défense
La commune dépend du tribunal judiciaire d'Arras, du conseil de prud'hommes d'Arras, de la cour d'appel de Douai, du tribunal de commerce d'Arras, du tribunal administratif de Lille, de la cour administrative d'appel de Douai et du tribunal pour enfants d'Arras.

## Population et société

### Démographie
Les habitants de la commune sont appelés les Arleusiens.

#### Évolution démographique
L'évolution du nombre d'habitants est connue à travers les recensements de la population effectués dans la commune depuis 1793. Pour les communes de moins de 10 000 habitants, une enquête de recensement portant sur toute la population est réalisée tous les cinq ans, les populations de référence des années intermédiaires étant quant à elles estimées par interpolation ou extrapolation. Pour la commune, le premier recensement exhaustif entrant dans le cadre du nouveau dispositif a été réalisé en 2006.

En 2022, la commune comptait 933 habitants, en évolution de +10,94 % par rapport à 2016 (Pas-de-Calais : −0,72 %, France hors Mayotte : +2,11 %).
| 1793 | 1800 | 1806 | 1821 | 1831 | 1836 | 1841 | 1846 | 1851 |
| ---- | ---- | ---- | ---- | ---- | ---- | ---- | ---- | ---- |
| 579  | 565  | 650  | 678  | 702  | 664  | 634  | 643  | 613  |

| 1856 | 1861 | 1866 | 1872 | 1876 | 1881 | 1886 | 1891 | 1896 |
| ---- | ---- | ---- | ---- | ---- | ---- | ---- | ---- | ---- |
| 610  | 611  | 596  | 618  | 638  | 630  | 615  | 604  | 632  |

| 1901 | 1906 | 1911 | 1921 | 1926 | 1931 | 1936 | 1946 | 1954 |
| ---- | ---- | ---- | ---- | ---- | ---- | ---- | ---- | ---- |
| 633  | 603  | 610  | 321  | 492  | 487  | 506  | 498  | 496  |

| 1962 | 1968 | 1975 | 1982 | 1990 | 1999 | 2006 | 2011 | 2016 |
| ---- | ---- | ---- | ---- | ---- | ---- | ---- | ---- | ---- |
| 564  | 575  | 557  | 509  | 675  | 709  | 814  | 820  | 841  |

| 2021 | 2022 | - | - | - | - | - | - | - |
| ---- | ---- | - | - | - | - | - | - | - |
| 909  | 933  | - | - | - | - | - | - | - |

#### Pyramide des âges
En 2018, le taux de personnes d'un âge inférieur à 30 ans s'élève à 33,9 %, soit en dessous de la moyenne départementale (36,7 %). À l'inverse, le taux de personnes d'âge supérieur à 60 ans est de 20,4 % la même année, alors qu'il est de 24,9 % au niveau départemental.
En 2018, la commune comptait 425 hommes pour 433 femmes, soit un taux de 50,47 % de femmes, légèrement inférieur au taux départemental (51,5 %).
Les pyramides des âges de la commune et du département s'établissent comme suit.
| Hommes | Classe d’âge | Femmes |
| ------ | ------------ | ------ |
| 0,2    | 90 ou +      | 0,5    |
| 5,9    | 75-89 ans    | 7,5    |
| 13,7   | 60-74 ans    | 13,2   |
| 26,5   | 45-59 ans    | 25,9   |
| 19,5   | 30-44 ans    | 19,4   |
| 17,9   | 15-29 ans    | 15,5   |
| 16,3   | 0-14 ans     | 18,1   |

| Hommes | Classe d’âge | Femmes |
| ------ | ------------ | ------ |
| 0,5    | 90 ou +      | 1,6    |
| 5,6    | 75-89 ans    | 8,9    |
| 16,7   | 60-74 ans    | 18,1   |
| 20,2   | 45-59 ans    | 19,2   |
| 18,9   | 30-44 ans    | 18,1   |
| 18,2   | 15-29 ans    | 16,2   |
| 19,9   | 0-14 ans     | 17,9   |

## Économie

### Revenus de la population et fiscalité
En 2019, dans la commune, il y a 368 ménages fiscaux qui comprennent 936 personnes pour un revenu médian disponible par unité de consommation de 24 390 euros, soit supérieur au revenu médian de la France métropolitaine qui est de 21 930 euros,.

## Culture locale et patrimoine

### Lieux et monuments
- L'église Saint-Martin.
- La chapelle Notre-Dame de Tongre.
- Le monument aux morts[32].
- Le Orchard Dump Cemetery, cimetière militaire britannique.

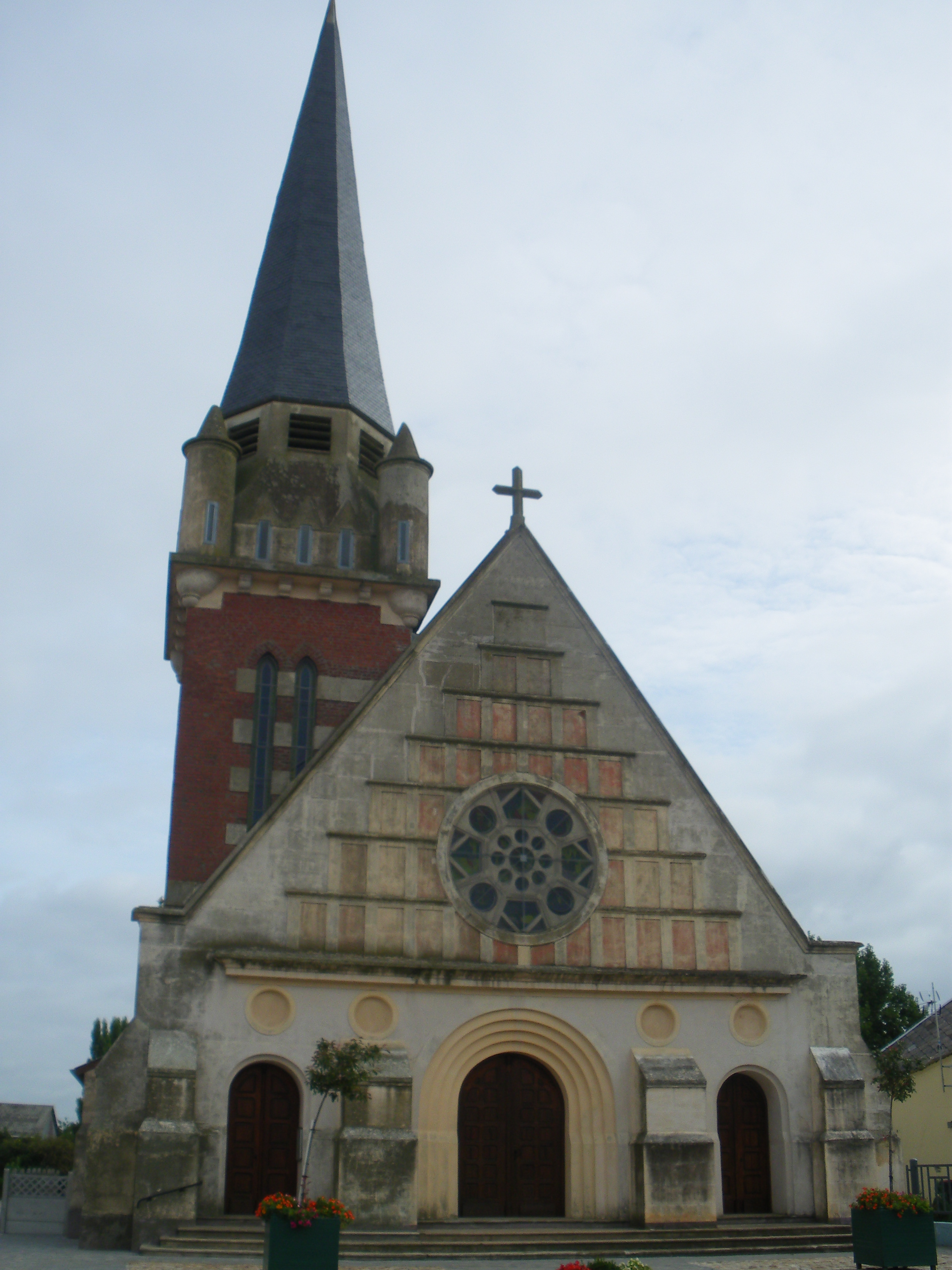
L'église Saint-Martin.
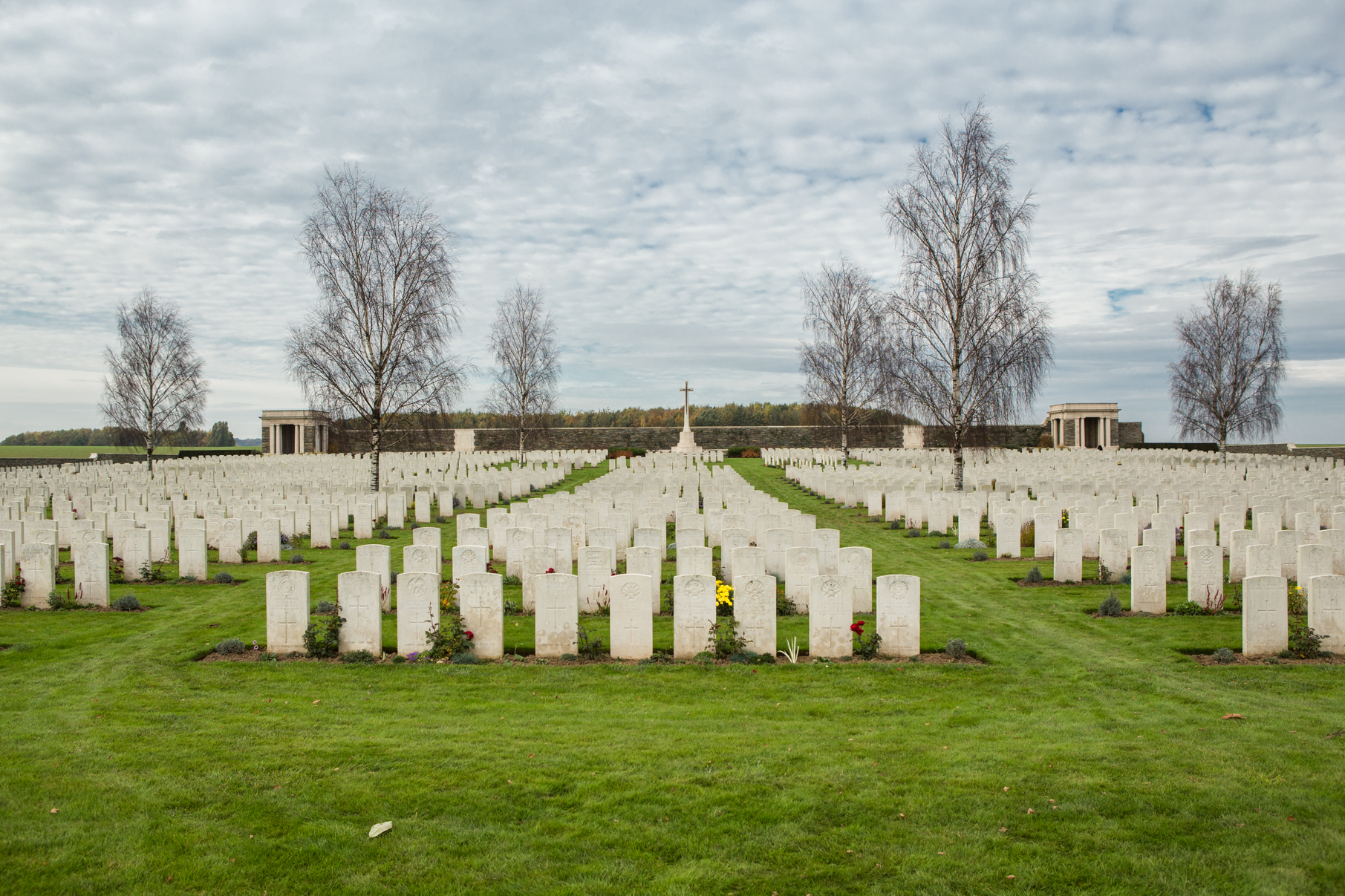
Le cimetière militaire…
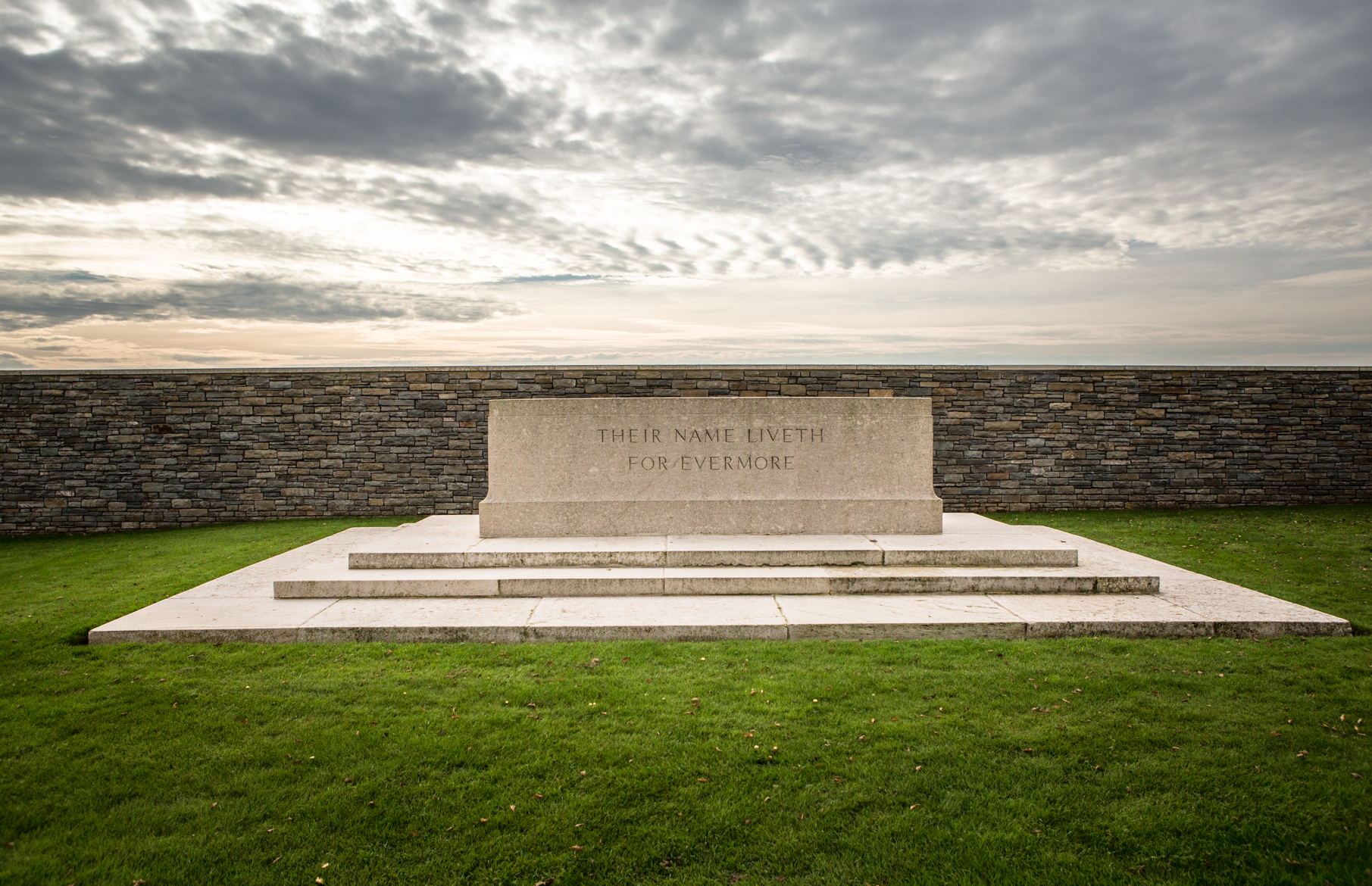
…britannique.

### Héraldique
| Armes d'Arleux-en-Gohelle | Les armes d'Arleux-en-Gohelle se blasonnent ainsi : d'or aux deux crosses adossées issantes de sable accompagnées de neuf rats du même, trois rangés en chef, six montant adossés rangés en deux pals aux flancs, à la champagne de gueules chargée de deux clefs du champ passées en sautoir. |

## Pour approfondir